# Cherry Lane Music
Cherry Lane Music era una editorial de música estadounidense con sede en Nueva York. Fue fundado en 1960 por Milton Okun en el apartamento encima del Cherry Lane Theatre en Greenwich Village, Manhattan, Nueva York. Cherry Lane Music desarrolló una amplia gama de partituras, DVD y herramientas educativas de alta calidad para músicos. En marzo de 2010, Cherry Lane fue adquirida por BMG Rights Management, que había sido formada en 2008 conjuntamente por Bertelsmann AG y Kohlberg Kravis Roberts & Co. BMG operaba Cherry Lane como una subsidiaria y actualmente es una unidad nominal de BMG Rights Management.

## Historia
La cartera de la imprenta incluía partituras de artistas de una amplia variedad de géneros, incluidos Linda Ronstadt, Kenny Rogers, Barbra Streisand, Richard Marx, Bonnie Raitt, Billy Idol, Pat Benatar, Billy Squier, John Denver, The Black Eyed Peas, Quincy Jones, John Legend, Elvis Presley, la banda sonora de la franquicia Pokémon, The White Stripes, Dave Matthews Band, Metallica y Jack Johnson.
Cuando BMG adquirió Cherry Lane en 2010, la cantidad de obras musicales protegidas por derechos de autor era de aproximadamente 150.000. El precio de adquisición estimado osciló entre 85 y 100 millones de dólares estadounidenses 
Cherry Lane Music distribuyó productos a través de Hal Leonard Corporation, otro editor de música con sede en Estados Unidos. A partir de 2019, BMG ya no incluye a Cherry Lane como una subsidiaria o una marca de la empresa. Su sitio web se fusionó con el sitio web de la "nueva compañía de música" de BMG.